# Fuldatal bei Konnefeld
Das Fuldatal bei Konnefeld liegt am Mittellauf der Fulda, einem Fluss, der im hessischen Teil der Rhön entspringt und sich nach rund 220 km im niedersächsischen Hann. Münden mit der von rechts kommenden Werra zur Weser vereint. Der Auenbereich nordöstlich der Ortschaft Konnefeld umfasst einen Altarm und ein weiteres Stillgewässer, die von einem Auwald umsäumt werden und in extensiv genutztes Grünland eingebettet sind. Aus naturschutzfachlicher Sicht wird das Gebiet als wertvoller Lebensraum für seltene Vogel- und Amphibienarten angesehen und um ihn zu erhalten und zu verbessern wurde er Ende 1989 teils zum Naturschutzgebiet und teils zum Landschaftsschutzgebiet erklärt und später als ein Flora-Fauna-Habitat-Gebiet in das europaweite Schutzgebietssystem Natura 2000 integriert.

## Lage
Das geschützte Gebiet befindet sich zwischen den Städten Melsungen und Rotenburg in einer aus kulturhistorischer Sicht bedeutsamen Flusssiedellandschaft. Das im Süden von der Fulda begrenzte Schutzgebiet gehört administrativ zu den Gemarkungen von Konnefeld und Altmorschen der Gemeinde Morschen im Schwalm-Eder-Kreis und zu den Gemarkungen Niederellenbach und Heinebach der Gemeinde Alheim im Landkreis Hersfeld-Rotenburg im Regierungsbezirk Kassel in Nordhessen.
Naturräumlich wird der Bereich dem „Rotenburger Fuldatal“ im „Fulda-Werra-Bergland“ des „Osthessischen Berglands“ zugeordnet. Flussabwärts geht er in die Teileinheit „Melsunger Fuldatal“ über.

## Entstehung
Die Ausweisung zum Naturschutz- und Landschaftsschutzgebiet und später auch zu einem Flora-Fauna-Habitat-Gebiet sollte den Schutz eines landschaftsökologisch wertvollen Abschnitts der Fuldaauen gewährleisten. Die historische Kulturlandschaft in dieser Region ist durch frühere Nutzungsformen entstanden oder wurde von ihnen geprägt. Schon mit Beginn des frühen Mittelalters nahm der Mensch massiven Einfluss auf das Gelände in der Fuldaniederung. Mit wachsender Bevölkerung und der Ausbildung des Siedlungswesens kam es zu einer erheblichen Ausdehnung des Kulturlandes. Die Rohböden, die bis dahin von Kiesen und Sanden geprägt waren, wurden durch rodungsbedingte Hangerosionen von bis zu mehreren Metern mächtigen Auenlehmschichten überlagert, die eine intensive Landwirtschaft möglich machten. Die nachfolgende Bewirtschaftung der Auen, in der auch die versumpften Flächen bearbeitet wurden, brachten dann die ersten direkt anthropogen verursachten, großräumigen Änderungen von Flora und Fauna mit sich. Die maximale Ausdehnung des Kulturlandes war gegen Ende des Hochmittelalters erreicht und ist im Bereich der Flussauen seither weitgehend konstant geblieben. Die Landwirtschaft jedoch ist mit den wachsenden technischen Möglichkeiten der Neuzeit immer weiter intensiviert worden, ein Prozess, der bis heute als nicht abgeschlossen angesehen wird.
Der gebietsprägende Altarm bei Konnefeld ist wahrscheinlich im 19. Jahrhundert durch eine Flussbegradigung entstanden. Seine Abtrennung von der Fulda ist zeitlich nicht genau einzuordnen, auf einer Karte aus dem Jahr 1858 ist das Abwasser aber bereits verzeichnet. Erste wasserbauliche Eingriffe begannen schon im Mittelalter, um eine Schiffbarkeit bis unterhalb von Hersfeld zu erreichen. Durch die Laufverkürzungen des früher überwiegend gewundenen bis mäandrierenden Flusses kam es zu einer verstärkten Eintiefung, die für ein fortschreitendes Absinken des Grundwasserspiegels und ein langsames Austrocknen der Aue sorgt. Die auentypische Überflutungs- und Grundwasserdynamik ist heute nur noch in Ansätzen zu finden.
Als Ausgleichsmaßnahme für Eingriffe in die Natur und Landschaft bei dem Bau einer Eisenbahnneubaustrecke hatte die Deutsche Bahn eine Teilfläche von 3,72 Hektar, in den bis dahin intensiv bewirtschafteten Mähwiesen im westlichen Gebietsbereich erworben. Anstelle der vernichteten Landschaftsbestandteile, meistens Feldgehölze, wurde ein Feuchtbiotop für Fische und Vögel angelegt. Die vorhandenen Flutmulden wurden zu auentypischen Stillgewässer umgestaltet. Die Teiche besitzen eine unterschiedliche Tiefe, vom Flachwasser bis zu einem Mittelwasserstand von drei Metern und haben verschiedene Uferausformungen. Über einen offenen Graben stehen die Teiche mit der Fulda in einer direkten Verbindung. Eine Abschirmung gegenüber dem im Norden angrenzenden Wirtschaftsweg bildet ein mit dornigen Sträuchern bepflanzter Erdwall.

## Natur

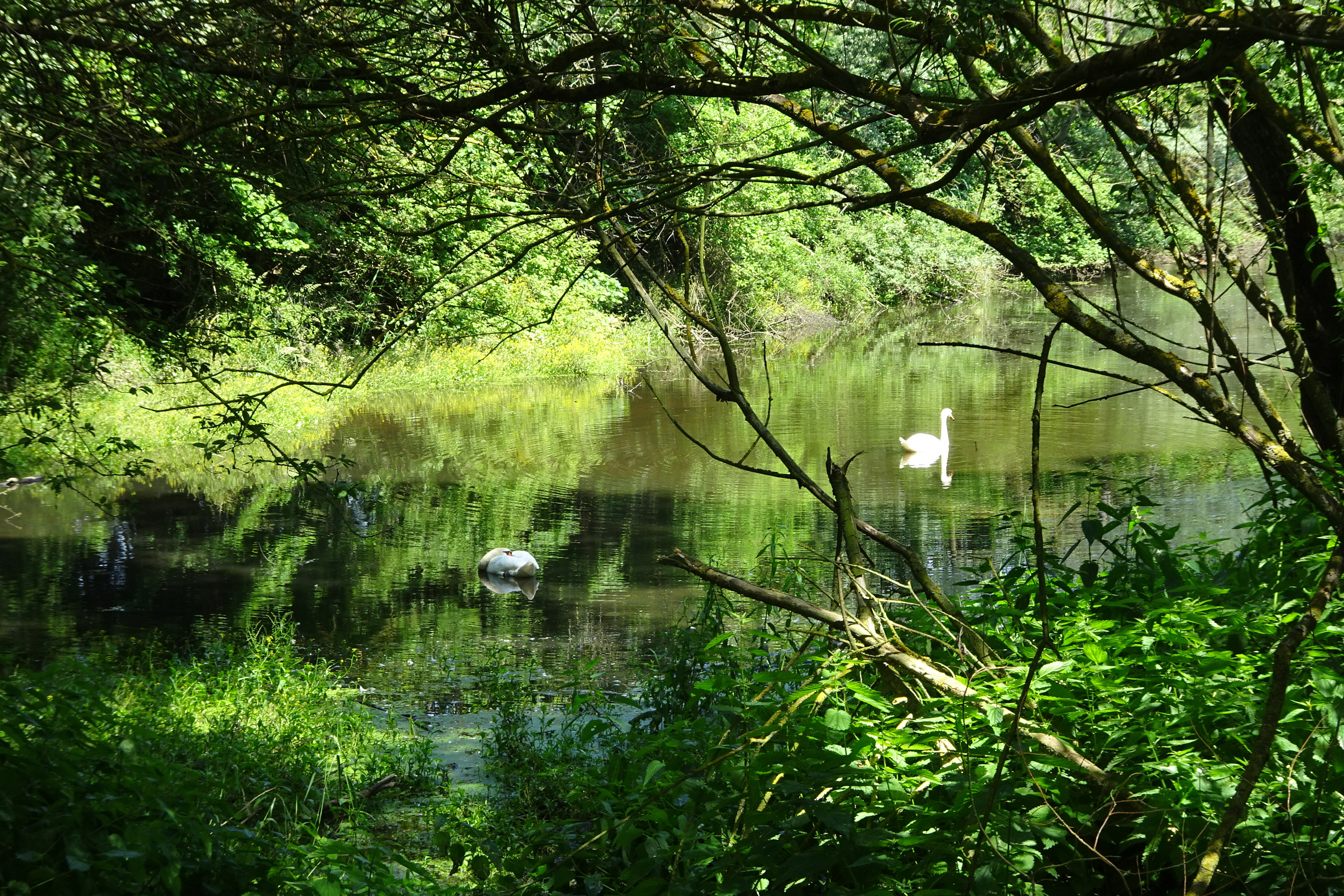
Das als Ausgleichsmaßnahme durch die Deutsche Bahn künstlich angelegte, altarmähnliche Gewässer im westlichen Bereich wird durch die Gehölze des Auenwalds stark beschattet

In dem Kernbereich des Schutzgebiets, das sich in einer Länge von rund einem Kilometer entlang der Fulda erstreckt, liegen zwei Stillgewässer, die mit ihrer umliegenden Vegetation der freien Sukzession überlassen wurden: Im östlichen Teil ein verlandeter Altarm der Fulda, mit einer restlichen Wasserfläche und im Westen das altarmähnliche Gewässer das als Ausgleichsmaßnahme durch die Deutsche Bahn künstlich angelegt wurde. Den von Weiden umsäumten, stark beschatteten Altarm kennzeichnet eine dichte geschlossene Decke der Kleinen Wasserlinse, die auch in dem westlichen Gewässer vorkommt. Hier finden sich das Raue Hornblatt und das Kleine Laichkraut. Bei Begehungen im Rahmen der Grunddatenerfassung zum FFH-Gebiet konnten an den beiden Stillgewässern zwölf Libellenarten nachgewiesen werden. Unter ihnen war auch das Kleine Granatauge, eine nach der „Roten Liste der Libellen Hessens“ gefährdete Art. Außerdem hat sich hier eine kleine Population aus dem Grünfroschkomplex angesiedelt und im Umfeld der Gewässer wurden einige einzelne Grasfrösche festgestellt.
An den Ufern und im näheren Umfeld der Gewässer finden sich Auenwald-Relikte, die durch Bruch-Weiden und Strauchweiden dominiert werden. Stellenweise sind auch Schwarzerlen und Eschen beigemischt. Weit verbreitet sind auentypische Hochstaudenfluren, die sich aber zumeist aus Brennnesseln, Rohrglanzgras und dem neophytischen Indischem Springkraut zusammensetzen.
Der Großteil der Grünlandflächen wird im Rahmen des Vertragsnaturschutzes nach dem Hessischen Landschaftspflegeprogramm extensiv und düngerfrei bewirtschaftet. In weiten Teilen ist jedoch noch die frühere intensive Nutzung zu erkennen. Mit dem Regenerationsprozess sollen sich blütenreiche magere Flachland-Mähwiesen mit einer höheren Vielfalt an Pflanzenarten und Gräsern entwickeln. Erste „Magerkeitszeiger“ wie das Echte Labkraut sowie einige Tagfalterarten des „Extensivgrünlandes“ wie Goldene Acht und Brauner Feuerfalter treten mehr und mehr auf.
Die wesentliche Bedeutung des Schutzgebiets wird in der Funktion als „Trittstein“ innerhalb des Fuldaauenbiotopverbundes gesehen sowie als Lebensraum für Vogelarten, die nach dem Anhang I der europäischen Vogelschutzrichtlinie aufgrund geringer Bestände, kleiner Verbreitungsgebiete oder wegen ihrer speziellen Habitatsansprüche als vom Aussterben bedroht angesehen werden. Zu ihnen gehören Eisvogel, Rotmilan und Weißstorch, die sich im Gebiet zur Nahrungssuche aufhalten.

## Unterschutzstellung

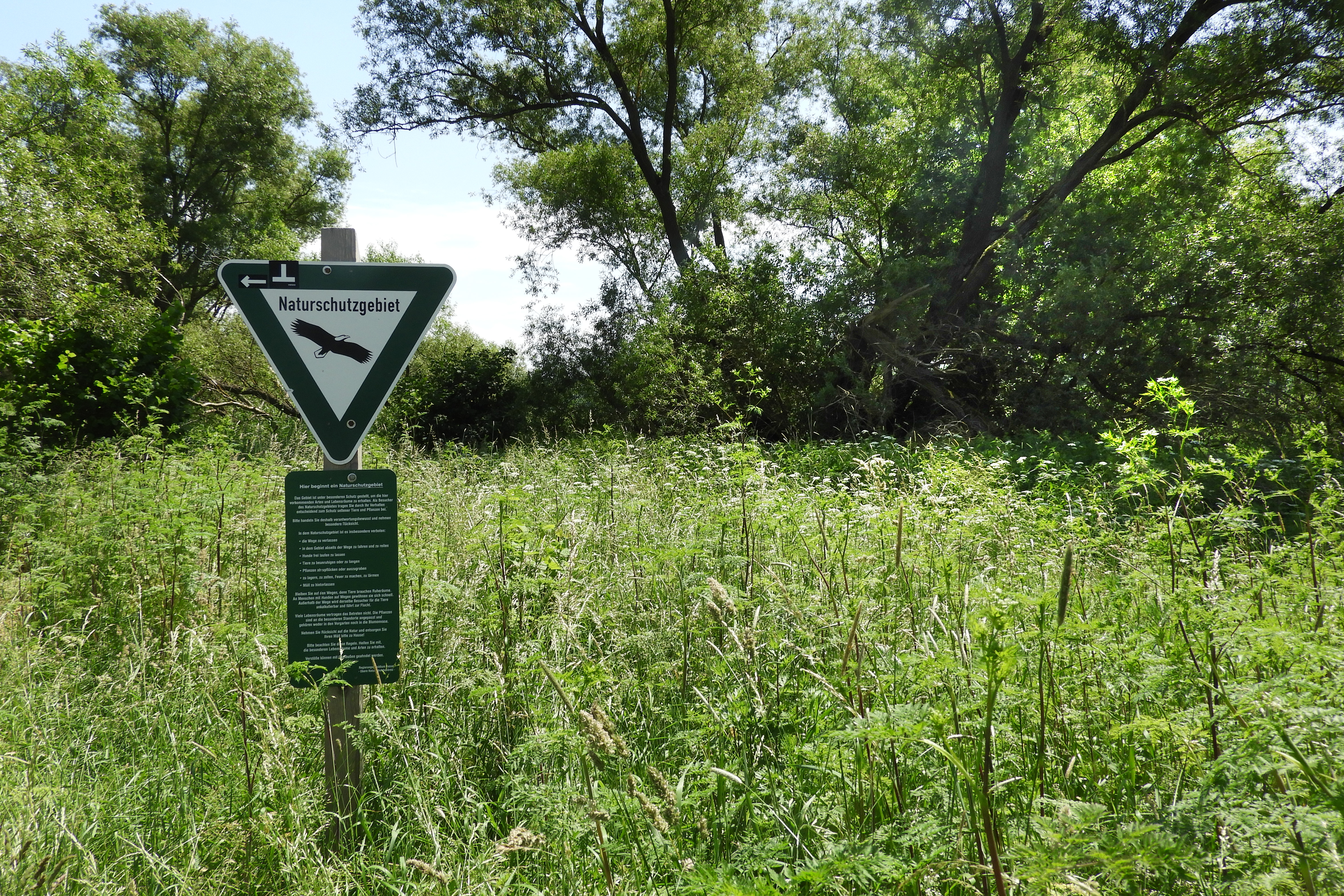
Weit verbreitet in dem Naturschutzgebiet sind auentypische Hochstaudenfluren

### Naturschutzgebiet
Mit Verordnung vom 19. Oktober 1989 des Regierungspräsidiums in Kassel wurden die Flächen im Fuldatal nordöstlich der Ortschaft Konnefeld teils zum Naturschutzgebiet und teils zum Landschaftsschutzgebiet erklärt. Zweck der Unterschutzstellung war es, den Altarm der Fulda und die vorhandenen Wasserflächen als Lebensraum für seltene Vogel- und Amphibienarten zu erhalten und zu verbessern. Die zusammenhängenden Grünlandbereiche in der Aue mit den Flutmulden werden mit gleicher Verordnung ebenfalls geschützt. Der als Naturschutzgebiet ausgewiesene Teil besitzt eine Größe von 16,87 Hektar, hat die nationale Kennung 1634019 und den WDPA-Code 163174.

### Landschaftsschutzgebiet

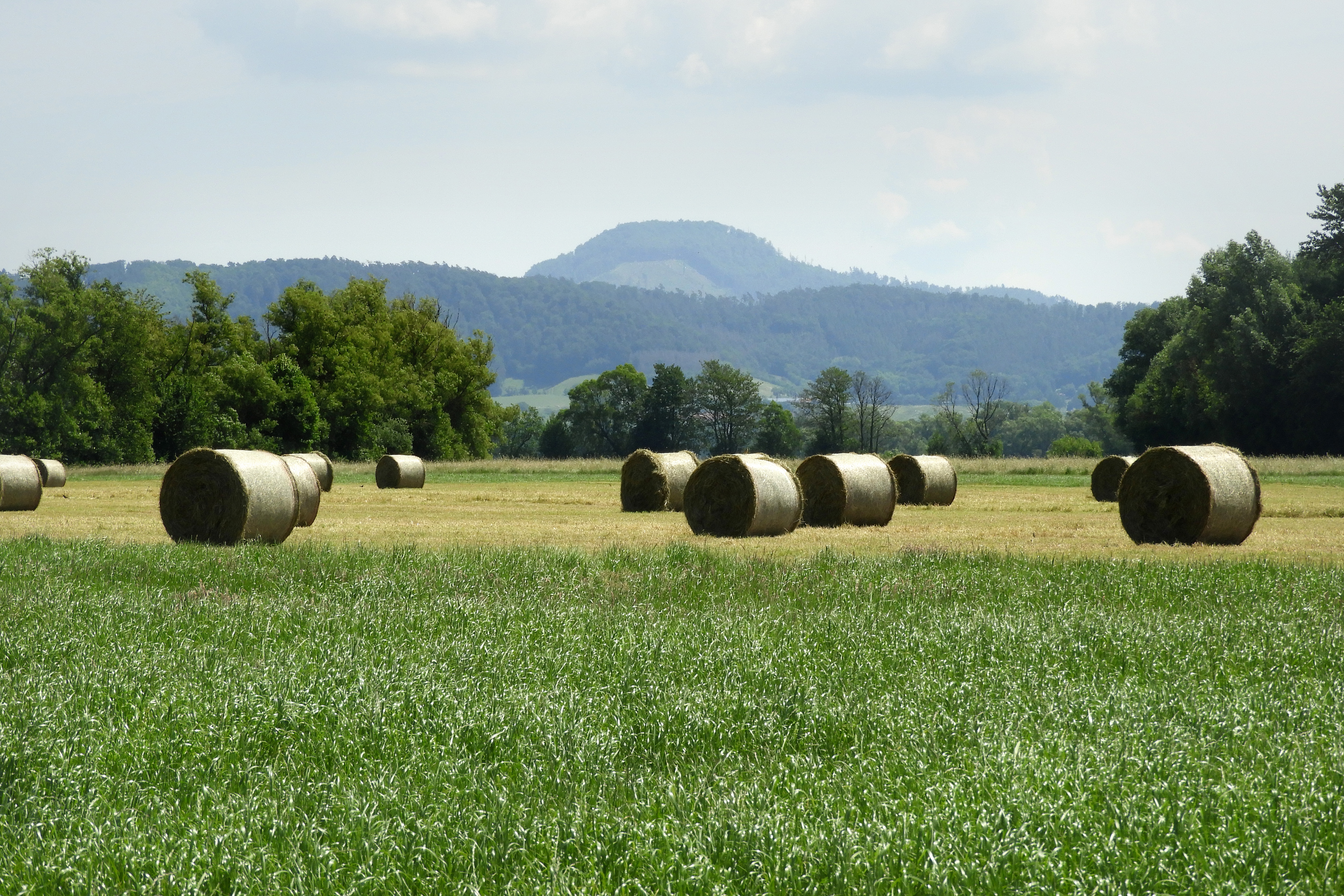
Der Großteil der Grünlandflächen im Landschaftsschutzgebiet wird im Rahmen des Vertragsnaturschutzes extensiv und düngerfrei bewirtschaftet

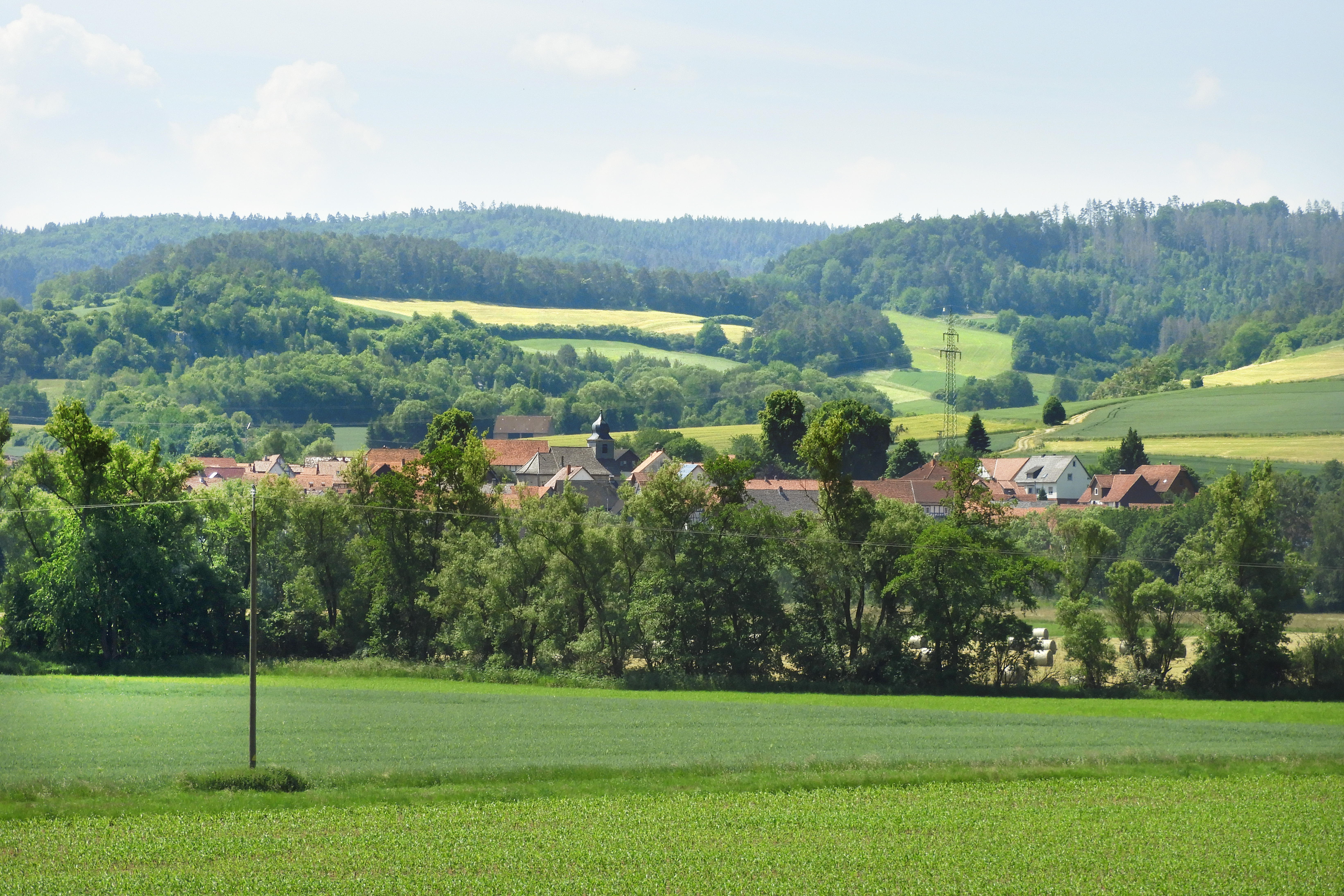
Blick aus nördlicher Richtung auf das Schutzgebiet und Konnefeld

Die Fläche des Landschaftsschutzgebiets wurde mit gleicher Verordnung gemeinsam mit dem Naturschutzgebiet ausgewiesen. Es umgibt das Naturschutzgebiet im Westen, Norden und Osten als eine Art Pufferzone und hat eine Größe von 65,48 Hektar, die Kennnummer 2634041 und den WDPA-Code 555547207. Es liegt vollständig in dem, im Jahr 1993 ausgewiesenen Landschaftsschutzgebiet „Auenverbund Fulda“, zu dem neben den Flächen im Schwalm-Eder-Kreis und im Landkreis Hersfeld-Rotenburg auch Bereiche im Landkreis Kassel, Vogelsbergkreis und im Landkreis Fulda gehören. Das Schutzziel in dem rund 9500 Hektar großen Gebiet ist die Sicherung der Fulda, einschließlich ihrer Zuflüsse, mit ihren durch Überflutung gekennzeichneten Auen als eine für Hessen typische Flusslandschaft. Besonders die durch den Wechsel zwischen Hoch- und Niedrigwasser geprägten Lebensgemeinschaften entlang der Gewässer sollen geschützt werden. Das Landschaftsschutzgebiet „Auenverbund Fulda“ hat die Kennung 2631002 und den WDPA-Code 378401.

### Flora-Fauna-Habitat-Gebiet
Im Rahmen der Umsetzung der Flora-Fauna-Habitat-Richtlinie wurde das Naturschutzgebiet „Fuldatal bei Konnefeld“ im November 2004 vom Land Hessen der EU-Kommission für das länderübergreifende Netz besonderer Schutzgebiete Natura 2000 gemeldet. Natura 2000 hat die Förderung der biologischen Vielfalt zum Ziel und will einen günstigen Zustand der natürlichen Biotope bewahren oder wiederherzustellen. Zu den schützenswerten Lebensraumtypen (kurz: LRT) des Auenbereichs, die als von gemeinschaftlichem Interesse gelten und für deren Erhaltung besondere Schutzgebiete ausgewiesen werden müssen, gehören „Natürliche eutrophe Stillgewässer“ (LRT 3150), „Feuchte Hochstaudenfluren“ (LRT 6431) sowie der nach der Roten Liste als gefährdet geltende Biotoptyp „Erlen- und Eschenwälder und Weichholzauenwälder“ (LRT *91E0). Neben dem Gebietsmanagement und dem damit verbundenen Monitoring forderte die EU eine förmliche Schutzerklärung der Natura 2000-Gebiete, die im Januar 2008 mit der „Verordnung über Natura 2000-Gebiete in Hessen“ erfolgte. Das FFH-Gebiet, das mit 16,85 Hektar etwa die gleiche Größe und die gleichen Grenzen wie das Naturschutzgebiet besitzt, hat die Gebietsnummer 4923-301 und den WDPA-Code 555520286. Zu den verpflichtenden Schutzzwecken gehören die Erhaltung eines funktionalen Zusammenhangs der auetypischen Kontaktlebensräume. Die Erhaltung naturnaher und strukturreicher Bestände in den Auenwäldern, mit lebensraumtypischen Baumarten in verschiedenen Entwicklungsstufen und Altersphasen sowie die Erhaltung der biotopprägenden Gewässerqualität mit der charakteristischen Gewässervegetation und den Verlandungszonen.